# Rhododendron barkamense
Rhododendron barkamense är en ljungväxtart som beskrevs av David Franklin Chamberlain. Rhododendron barkamense ingår i släktet rododendron, och familjen ljungväxter. Inga underarter finns listade i Catalogue of Life.